# Kuusikkosaari (ö i Södra Karelen, Villmanstrand)
Kuusikkosaari är en ö i Finland. Den ligger i sjön Sirkjärvi och i kommunen Villmanstrand i den ekonomiska regionen  Villmanstrands ekonomiska region  och landskapet Södra Karelen, i den södra delen av landet, 180 km öster om huvudstaden Helsingfors. Öns area är 0,8 hektar och dess största längd är 200 meter i sydöst-nordvästlig riktning.